# (500322) 2012 RM40
(500322) 2012 RM40 es un asteroide perteneciente al cinturón de asteroides, descubierto el 7 de mayo de 2006 por el equipo del Mount Lemmon Survey desde el Observatorio del Monte Lemmon, Arizona, Estados Unidos.

## Designación y nombre
Designado provisionalmente como 2012 RM40.

## Características orbitales
2012 RM40 está situado a una distancia media del Sol de 2,815 ua, pudiendo alejarse hasta 3,152 ua y acercarse hasta 2,478 ua. Su excentricidad es 0,119 y la inclinación orbital 4,560 grados. Emplea 1725,62 días en completar una órbita alrededor del Sol.

## Características físicas
La magnitud absoluta de 2012 RM40 es 16,5.